# Boris Skossyreff
Borís Mihailovich Skossyreff Mawrusow (em russo: Борис Скосырев ; Vilnius, 12 de janeiro de 1896 - Boppard, Alemanha; 1989), conhecido também como Boris I de Andorra, foi um aventureiro russo que tentou tomar o poder em Andorra em 1934, proclamando-se rei deste Estado.

## Vida e origens
Boris Skossyreff, nascido em Vilnius (naquele tempo território russo) em 12 de janeiro de 1896, pertencia a uma família da pequena nobreza russa que se tinha distinguido nos exércitos do Csar.
Conhecem-se poucas notícias da sua vida aventureira antes da sua chegada a Andorra. Sabe-se que, ao estalar a revolução russa de 1917, procurou asilo político em Inglaterra, onde se alistou por dois anos no exército.
Mais adiante prestou serviço aos Negócios Estrangeiros Britânicos (Foreign Office) através de diversas missões, mais ou menos secretas, que lhe levaram à Sibéria, ao Japão e aos Estados Unidos. A distinção e empatia da sua pessoa e o seu dom para as línguas garantiam-lhe facilmente uma grande simpatia.
Em 1925 renunciou ao seu trabalho de espião e, provido de um Passaporte Nansen - o qual se entregava aos apátridas - translada-se aos Países Baixos, onde se desconhece o que fez durante um bom período de anos.
Anos mais tarde, Boris afirmará ter trabalhado ao serviço da Casa Real Holandesa - sem especificar na qualidade de quê - e assegurava ter sido recompensado por S.M. a Rainha Guilhermina dos Países Baixos com o título de conde de Orange, título que parece ter sido inventado por ele próprio.
Casa-se com uma marselhesa endinheirada, Marie Louise Parat de Gassier, em 21 de Março de 1931. Na acta do matrimónio, ao nome de Boris Skossyreff é suprimido um ‘s’ e trocados os dois ‘f’ por um ‘w’: Skosyrew, declarando-o filho de um tal Michel d'Skosyrew e de Elisabeth Mawrusow.
A noiva era divorciada dum alfaiate e dez anos mais velha que Boris, facto que talvez o tenha influenciado a que se afastasse rapidamente dela e, enamorado duma bela adolescente inglesa, entrasse pela primeira vez em Andorra, acompanhado também por uma milionária norte-americana (Florence Marmon).

## Primeira estadia em Andorra
Fixou residência na povoação de Santa Coloma, próximo de Sant Julià de Lòria, numa casa que ainda se conserva e que se denomina a Casa dos Russos, nomeada assim porque nela viveram Boris e um outro russo que, segundo se diz na zona, introduziu o primeiro cultivo do tabaco em Andorra.
Boris, em contacto com a realidade andorrana, começa a tramar o seu plano. Mantém largas conversas com os campesinos, os artesãos e os responsáveis da política de Andorra. Rapidamente percebe que a revolta juvenil duns meses antes da sua chegada podia acolher favoravelmente as ideias progressistas que garantissem uma melhora do nível de vida.
A 17 de Maio de 1934, Boris apresenta um documento ao síndico (antigo procurador das cortes) e a outros conselheiros do Governo de Andorra, no qual justificava as suas intenções. Mas aquele dia a resposta que lhe deram foi bastante adversa:
"que não se intrometesse em assuntos políticos dos Vales [de Andorra]; e que, em caso de reincidência, este [Governo] se reserva o direito de elevar as queixas à Autoridade competente para que esta lhe aplique as sanções que será merecedor o citado recorrente"
Ainda assim, acaba recebendo, a 22 de Maio, a ordem fulminante de expulsão do território de Andorra, decretada pelo corregedor (administrador da justiça) francês, e assinada também pelo seu homólogo episcopal.

## Exílio em La Seu d'Urgell
Boris "exila-se" em La Seu d'Urgell (a tão somente 5 km de Andorra) e instala-se no Hotel Mundial, onde começa a comportar-se como um autêntico monarca, iniciando também uma forte campanha de marketing que atraiu o interesse da imprensa. Concede muitas entrevistas, algumas delas telefónicas, como as dadas aos diários norte-americanos The Times e The Daily Herald.
De 29 de Maio a 5 de Julho mudou-se para Torredembarra (na costa da Catalunha, perto de Tarragona), onde projecta uma nova ofensiva. Numa entrevista ao diário madrileno Ahora, ele próprio confessava:
"não tenho nenhum direito histórico para a minha pretensão. Faço-o unicamente como cavalheiro para que se perceba que defendo os direitos dos espanhóis que residem em Andorra e são vexados pela República vizinha [isto é, a espanhola]".
Boris põe-se em contacto com diversas agrupações legitimistas do sul de França. No Perpinhão consegue fazer com que os seus planos cheguem ao representante do príncipe Jean d'Orleáns, duque de Guise, pretendente ao trono de França. A sua argumentação baseava-se em que os chefes do Estado francês continuavam a ter os direitos e funções de co-príncipes de Andorra, domínio privado da Casa de Orléans, como herdeira legítima da dinastia do condado de Foix (casa de Foix).
Os legitimistas franceses fazem eco da pretensão nos seus boletins. Entretanto, o duque de Guise, na expectativa, não se pronuncia, esperando o desenvolvimento dos factos. Mas Boris já se auto-intitulava, sem qualquer negligência expressa, lugar-tenente do rei de França.
Skossyreff concede visitas, faz recepções oficiais e organiza numerosos actos, como por exemplo uma missa pelo presidente catalão Francesc Macià, falecido no inverno anterior, ou umas sessões fotográficas para fazer postais monárquicos: usando um barrete frígio vermelho (usado tradicionalmente na Catalunha e sul de França), trabalhando no seu escritório real, passeando com monóculo e bastão… Enfim, fazendo um papel de monarca exemplar…
Escreve os seus esboços para o Boletim Oficial do renovado Principado:
"Sua Alteza o Príncipe concedeu entrevistas ao Diário da Nação de Buenos Aires e ao Ahora, de Madrid.
Com a assistência de Sua Alteza o Príncipe, se celebrará uma missa pelo descanso da alma de Ermessenda de Castellbò, condessa de Foix [Andorra passou para a Casa de Foix em 1230, ano em que morreu Ermessenda de Castellbò (suspeita, como o seu pai, de pertencer ao catarismo), condessa de Foix pelo casamento com um conde dessa família]. As honráveis corporações do país estarão representadas no acto".
O pretendente ao trono faz imprimir uns folhetos que diziam:
"Sua Alteza Real o duque de Guise pede aos tribunais que lhe sejam restituídos os direitos e os bens situados fora de França que lhe foram legados pelos antecessores, como herdeiros dos condes de Foix e de Béarn, príncipes de Andorra. Os andorranos sentem-se administrados contra a sua vontade pelos senhor Albert Lebrun, presidente da República francesa, que se diz co-príncipe e não é herdeiro da Coroa de França."
É redigida uma inovadora constituição para Andorra (ver Constituição de Boris I de Andorra) que tinha preparada e modificava substancialmente o sistema político andorrano tradicional. O Co-principado teria liberdades, modernização, dinheiros, investimentos estrangeiros e o reconhecimento de paraíso fiscal.
Boris I imprime dez mil exemplares da sua Constituição e dirige-os a personalidades espanholas e francesas. Um deles, que foi parar às mãos do Bispo de Urgel, monsenhor Justí Guitart, desencadeia as hostilidades pela parte do prelado, que desautoriza totalmente o pretendente numas declarações à imprensa de Lérida, onde dizia que os únicos co-príncipes de Andorra eram ele e o senhor presidente da República Francesa.

## Reinado de Boris I
Num Domingo, 7 de Julho de 1934, o Procurador Geral dos Vales de Andorra convoca o Conselho Geral dos Vales na Casa dos Vales.
O procurador abre a sessão e passa a expor o assunto. Boris Skossyreff, um russo exilado que visitava Andorra com frequência e se proclamava conde d'Orange (por concessão pessoal da Rainha dos Países Baixos, segundo assegurava) tinha-se reunido com ele para propor-lhe uma mudança revolucionária das estruturas económicas do Principado. À semelhança do que se tinha passado no Mónaco, Liechtenstein, San Marino ou Luxemburgo - os restantes principados europeus -, paraísos fiscais onde os impostos eram quase inexistentes ou bastante reduzidos, o dinâmico forasteiro se comprometia a converter Andorra, num dos centros empresariais mais importantes do mundo, onde bancos, entidades financeiras e companhias internacionais, não perderiam tempo em instalar aí o seu domicílio social, aproveitando-se do regime fiscal.
Em troca de assegurar a felicidade e o bem-estar do povo andorrano, Skossyreff pede uma recompensa: que o Conselho Geral o proclamasse Príncipe de Andorra. A proposta de Boris teve a adesão quase total da Câmara, excepto um representante, o presidente do município de Encamp, Cinto, que opõe na realidade um firme veto. Com somente um conselheiro contra os restantes vinte e três que formavam o Conselho, a monarquia é instituída.
Acompanhado de um fiel grupo de colaboradores dedicados: a sua jovem amante inglesa, a milionária norte-americana Florence Mazmon e o conselheiro e procurador Pere Torras Ribas; o candidato ao trono andorrano fixa-se inicialmente na pensão Calons de Sant Julià de Lòria.
Se grande parte do seu plano não funcionou, será devido a um homem decisivo que, se não tivesse actuado, talvez a história seria diferente: o presidente Cinto, o conselheiro que se tinha oposto à monarquia de Boris, dirigiu-se a La Seu d'Urgell no dia 8 de Julho de 1934 e comunicou ao bispo toda a trama com detalhes.
Paralelamente, naquele mesmo dia, a França comunica oficialmente que não interviria em Andorra; deixaria todas as decisões ao Conselho Geral e consideraria como válida a monarquia de Boris I, se fosse aprovada.
O pouco interesse de França no assunto e o panorama daqueles dias seguramente teriam permitido a Boris instaurar a monarquia em Andorra. Apesar disso, o Conselho de Ministros de Espanha debateu o tema para aclarar-se um pouco acerca daquele assunto andorrano.
Em Andorra, no dia 9 de Julho, é anunciado o Governo provisional e a nova Constituição, sendo então decretada a absoluta liberdade política, religiosa, e de imprensa.
No dia 10 de Julho, numa nova votação do Conselho, a adesão monárquica repete-se com igual resultado (23 votos contra 1).
Num encontro com jornalistas, Skossyreff afirmava que já tinha preparada a lista do seu Governo provisional, e também o plano que haveria de impulsionar no seu novo reino: "protecção ao necessitado, ensino para todos e desporto, muito desporto. Mas nada de jogos proibidos".

## Detenção e exílio definitivo
O reinado do rei Boris somente dura uns dias.
O bispo de Urgel decidiu não actuar pela força: a 21 de Julho, quatro guardas civis espanhóis e um sargento acompanharam o monarca até à fronteira do seu reino. Os seus súbditos não fazem nada para impedi-lo, vendo-o ser detido, algemado e dirigido até La Seu d'Urgell. No dia seguinte foi transladado para Barcelona e posto à disposição dum juiz especial, Bellón, encarregado dos casos relacionados com a Lei de Vagos e Maleantes (lei espanhola de 1933, para repressão dos vagabundos e outros elementos considerados anti-sociais).
Foi este juiz quem comprovou efectivamente que o sujeito em questão era o mesmo que tinha sido expulso 1932 de Maiorca quando vivia com uma milionária inglesa. Curiosamente, Francisco Fernandes Lopes fala nos seus artigos que Boris "acompanheirou a americana e a sua filha milionária". Será que a amante adolescente de Boris é a filha de Florence Marmon?
No dia 23 de Julho foi transladado de comboio para Madrid, acompanhado de dois agentes que o vigiavam. Isso não impediu que a sua chegada à capital espanhola despertasse uma enorme expectativa que fez com que os jornalistas que o esperavam se pelejassem literalmente para poder falar com ele e entrevistá-lo para os seus periódicos.
Ingressou na prisão Modelo de Madrid, mas continuou adoptando a atitude de monarca no exílio. Arnau González, um historiador que estudou a fundo a sua curiosa figura, explica que durante a sua estadia na Modelo de Madrid, Boris e os seus colaboradores continuaram interpretando os papéis que tinham assinado. Assim, eles receberam diversos telegramas em seu nome, no quais garantia que "todos os documentos estavam seguros", e também que iriam receber um vale postal de 200 pesetas.
Aquela troca de correspondência era realmente muito enigmática, dado que Boris até então tinha deixado a sua própria secretária como penhora de garantia de pagamento da estadia do hotel que lhe tinha feito de honras de Palácio Real em La Seu d'Urgell.
Alguns meses depois, no dia 19 de Novembro, seria expulso também de Espanha, em direcção a Portugal. Afastado para sempre do seu Principado, ao qual nunca mais regressará, Boris vive sem rumo fixo durante quatro anos, passando por Lisboa, Olhão, Tânger, Gibraltar…

## A passagem de Boris I em Olhão e as suas repercussões mediáticas na imprensa portuguesa
Ainda em 1934 Boris iria parar a Olhão, onde era chamado de mano-rei pelos pescadores que lhe davam boleia para a Ilha do Coco, onde ia dar umas braçadas.
Conheceu aí Francisco Fernandes Lopes, que escreveu em 1935 um artigo sobre o "rei de Andorra", dividido em pelo menos 6 números de O Diabo. Graças aos esforços do advogado Dr. Carlos Fuzeta e de outros amigos olhanenses, Boris consegue finalmente um passaporte e sai de Olhão em 1935 para Génova, onde não o deixam desembarcar, e segue para Marselha onde finalmente desembarca para se reencontrar com sua esposa francesa, em Saint-Cannat.
Em França a polícia apreende-lhe o passaporte no dia 7 de Janeiro de 1936 (ver Diário de Lisboa de 16 de Junho de 1958 e 5 de Julho de 1958; ou Heraldo de Madrid de Junho de 1936). Boris telefona aflito a Francisco Fernandes Lopes para este contactar o então ditador português - Oliveira Salazar - para que este intercedesse diplomaticamente por ele, o que parece ter sucedido. Provavelmente depois de 3 meses na prisão em Aix-en-Provence, as autoridades francesas voltam a recambiá-lo para Portugal (ver Diário de Lisboa de 16 de Maio de 1936, p. 2), onde chega no dia 12 de Maio com a esposa, cães e carga, e onde é novamente preso por não ter autorização de residência (jornal Século de 19 de Maio de 1936).

## Prisioneiro e resto da sua vida
Em Junho de 1936 regressa a Espanha mas com o início da Guerra Civil espanhola segue em 1936 ou 1937 para França onde volta a ser preso (ver Diário de Lisboa de 13 de Julho de 1937) em Saint-Cannat.
Em 1938 as autoridades francesas permitem-lhe voltar a Aix-en-Provence, onde se reúne com a sua autêntica esposa. Em Fevereiro de 1939 encontramos Boris num campo de prisioneiros francês com antifranquistas espanhóis, ao lado de antifascistas italianos e centro-europeus das regiões ocupadas pelo Terceiro Reich antes da Segunda Guerra Mundial. Ignora-se a razão e as penas que lhe foram imputadas. No campo de concentração de Rieucros, perde-se a sua pista. Algumas fontes, menos informadas, indicam que morreu em 1944.
No entanto, hoje sabe-se que em Outubro de 1942 foi libertado pelos alemães ocupantes. Provavelmente a libertação de Boris terá obedecido a um acordo que passou pela sua ajuda na frente russa, onde foi intérprete do exército alemão.
Com a vitória dos aliados, Boris é primeiro preso pelos americanos e depois dum breve período de liberdade, volta a ser preso em 4 de Dezembro de 1946 pelos franceses que ocupavam Berlim. Na prisão de Coblence-Metternich onde permaneceu até dia 17 de Dezembro é muito maltratado pelos gendarmes devido ao seu colaboracionismo com os nazis.
Passou a ter residência em Boppard (Alemanha Ocidental) mas por qualquer razão ainda não esclarecida deslocou-se à zona controlada pelos soviéticos e acabou por ser preso e condenado a 25 anos de trabalhos forçados num campo da Sibéria. Foi libertado em 1956, voltou para Boppard e aí terá morrido só em 1989.

## Repercussões do seu reinado
Com a prisão de Boris I não se acabaram as disputas sobre o Principado de Andorra.
No mesmo dia em que o monarca foi detido (21 de Julho), apresentou-se aos juízes um homem que reclamava a documentação apreendida. Quando lhe perguntaram quem era, respondeu: "Eu? Boris II!".
A 22 de Julho, alguns periódicos de Madrid receberam uma carta da Secretaria Política do Condado de Urgell. Assuntos de Andorra, que criticava a tentativa de Boris I e lhe tirava a legitimidade.
Finalmente, no dia 27 de Julho aparecia no diário Informaciones uma entrevista a um suposto Conde de Urgel, que depois de desqualificar o aspirante, afirmava que somente ele tinha direito a reclamar o trono de Andorra.
Mais recentemente, em [1988], três andorranos pediram ao rei Juan Carlos I para substituir o bispo de Urgel outra vez e converter-se assim em co-príncipe.

## Repercussões mediáticas
Artigos e livros
- Francisco Fernandes Lopes, jornal O Diabo, números 55 (14 de julho de 1935) 56 (21 de julho de 1935), 62 (1 de setembro de 1935), 63 (8 de setembro de 1935), 64 (15 de setembro de 1935), 65 (22 -9-1935).
- Francisco Fernandes Lopes, jornal Diário de Lisboa de 16 de junho de 1958 e 5 de julho de 1958.
- Joan Morales e Arnau González, "Borís I, rei d'Andorra", in Sàpiens, número 11 (Setembro de 2003) (revista em catalão).
- Joan Balansó, Las coronas huecas, ed. Plaza-Janés, Maio de 2003. (o capítulo XI é dedicado a Boris Skossyreff) (em castelhano).
- Antoni Morell, Borís I, rei d'Andorra, Barcelona, ed. La Magrana, 1984 (novela em catalão).

Banda desenhada
- Juan López Fernández, Les muntanyes voladores, 2004 (número 43 da colecção Superlópez)

Teatro
Em Novembro de 2006 estreou-se em Barcelona una obra de teatro – Boris I (el rei d'Andorra) - escrita por Beth Escudé e baseada na novela homónima de Antoni Morell, que repassava os episódios mais famosos da história de Boris Skossyreff. Era patrocinada pelo Governo de Andorra em colaboração com os grupos teatrais Somhi Teatre e Ennev Teatre, e foi dirigida por Ester Nadal e estreada no Teatro Tantarantana.
A obra foi muito bem acolhida pelo público e demonstra – novamente - que a história de Boris I ainda seduz muitos catalães e andorranos que a desconheciam.
Cinema
Ultimamente existe um projecto para passar à tela a vida do aventureiro russo, encabeçado pelo Governo de Andorra e pela televisão autónoma catalana, a TV3.